# Ancien hôtel de ville de Hakodate
L'ancien hôtel de ville de Hakodate (旧函館区公会堂, Kyū-Hakodate Kukōkaidō, littéralement « ancienne salle publique du quartier de Hakodate ») est un bâtiment historique situé à Motomachi, dans la ville de Hakodate, sur l'île de Hokkaidō, au Japon.